# Copa del Generalíssim de futbol 1963-64
La Copa del Generalíssim de futbol 1963-64 va ser la 60ena edició de la Copa d'Espanya.

## Primera Ronda
27 d'octubre i 1 de desembre.
| Equip 1                | Global | Equip 2                | Anada | Tornada |
| ---------------------- | ------ | ---------------------- | ----- | ------- |
| Burgos CF              | 0-2    | Melilla CF             | 0-0   | 0-2     |
| CE Hospitalet          | 1-1    | Hèrcules CF            | 1-0   | 0-1     |
| SD Indauchu            | 8-3    | Granada CF             | 4-2   | 4-1     |
| Celta de Vigo          | 2-1    | Cadis CF               | 0-0   | 2-1     |
| CE Eldenc              | 4-3    | Sporting de Gijón      | 4-1   | 0-2     |
| RCD Mallorca           | 3-2    | Racing de Santander    | 3-1   | 0-1     |
| CD Mestalla            | 4-3    | CE Europa              | 4-1   | 0-2     |
| CD Abarán              | 2-3    | Deportivo de la Coruña | 2-1   | 0-2     |
| Club Atlético de Ceuta | 4-5    | Deportivo Alavés       | 1-2   | 3-3     |
| CD San Fernando        | 2-3    | Reial Societat         | 2-2   | 0-1     |
| Ontinyent CF           | 4-4    | CF Badalona            | 3-2   | 1-2     |
| CD Orense              | 2-1    | Recreativo de Huelva   | 2-0   | 0-1     |
| CA Osasuna             | 3-4    | CD Tenerife            | 2-2   | 1-2     |
| UD Salamanca           | 2-5    | CD Málaga              | 1-1   | 1-4     |
| UP Langreo             | 3-2    | Algeciras CF           | 2-1   | 1-1     |
| UD Las Palmas          | 4-4    | CE Constància          | 3-0   | 1-4     |

- Desempat

| Equip 1       | Marcador | Equip 2       |
| ------------- | -------- | ------------- |
| CE Hospitalet | 0-1      | Hèrcules CF   |
| UD Las Palmas | 0-1      | CE Constància |
| Ontinyent CF  | 4-1      | CF Badalona   |

## Setzens de final
3 i 10 de maig.
| Equip 1                | Global | Equip 2           | Anada | Tornada |
| ---------------------- | ------ | ----------------- | ----- | ------- |
| València CF            | 7-0    | CD Mestalla       | 2-0   | 5-0     |
| CD Alavés              | 4-6    | Reial Betis       | 1-1   | 3-5     |
| FC Barcelona           | 8-2    | CD Tenerife       | 7-0   | 1-2     |
| Elx CF                 | 1-1    | Hèrcules CF       | 0-0   | 1-1     |
| UP Langreo             | 3-5    | Córdoba CF        | 1-1   | 2-4     |
| Reial Madrid           | 10-2   | SD Indauchu       | 7-0   | 3-2     |
| CD Málaga              | 0-9    | Atlètic de Madrid | 0-2   | 0-7     |
| Athletic Club          | 1-2    | Celta de Vigo     | 1-1   | 0-1     |
| Deportivo de la Coruña | 5-3    | Real Murcia       | 5-0   | 0-3     |
| CD Orense              | 2-3    | RCD Espanyol      | 2-1   | 0-2     |
| Melilla CF             | 1-2    | Reial Valladolid  | 1-0   | 0-2     |
| Ontinyent CF           | 3-5    | Reial Oviedo      | 1-1   | 2-4     |
| RCD Mallorca           | 2-4    | Reial Saragossa   | 0-2   | 2-2     |
| Sevilla CF             | 2-1    | CE Constància     | 2-0   | 0-1     |
| Pontevedra CF          | 6-3    | CE Eldenc         | 5-0   | 1-3     |
| Reial Societat         | 1-0    | Llevant UE        | 0-0   | 1-0     |

- Desempat

| Equip 1 | Marcador | Equip 2     |
| ------- | -------- | ----------- |
| Elx CF  | 0-1      | Hèrcules CF |

## Vuitens de final
17 i 20 de maig.
| Equip 1                | Global | Equip 2           | Anada | Tornada |
| ---------------------- | ------ | ----------------- | ----- | ------- |
| Reial Madrid           | 2-0    | Reial Societat    | 1-0   | 1-0     |
| Reial Betis            | 2-1    | Pontevedra CF     | 1-1   | 1-0     |
| RCD Espanyol           | 3-1    | Sevilla CF        | 3-1   | 0-0     |
| Celta de Vigo          | 2-4    | Atlètic de Madrid | 2-1   | 0- 3    |
| Reial Valladolid       | 3-6    | Hèrcules CF       | 3-2   | 0-4     |
| Reial Saragossa        | 9-3    | Reial Oviedo      | 6-0   | 3-3     |
| Deportivo de la Coruña | 1-5    | València CF       | 1-0   | 0-5     |
| Córdoba CF             | 3-6    | FC Barcelona      | 1-2   | 2-4     |

## Quarts de final
24 i 31 de maig.
| Equip 1      | Global | Equip 2           | Anada | Tornada |
| ------------ | ------ | ----------------- | ----- | ------- |
| Reial Madrid | 3-3    | Atlètic de Madrid | 2-2   | 1-1     |
| FC Barcelona | 7-3    | RCD Espanyol      | 3-1   | 4-2     |
| Reial Betis  | 3-4    | València CF       | 2-2   | 1-2     |
| Hèrcules CF  | 0-4    | Reial Saragossa   | 0-1   | 0-3     |

- Desempat

| Equip 1         | Marcador | Equip 2           |
| --------------- | -------- | ----------------- |
| Reial Madrid CF | 1-2      | Atlètic de Madrid |

## Semifinals
7 i 28 de juny.
| Equip 1      | Global | Equip 2           | Anada | Tornada |
| ------------ | ------ | ----------------- | ----- | ------- |
| FC Barcelona | 3-4    | Reial Saragossa   | 3-2   | 0-2     |
| València CF  | 2-4    | Atlètic de Madrid | 1-1   | 1-3     |

## Final
| Reial Saragossa         | 2 - 1 | Atlètic de Madrid |
| ----------------------- | ----- | ----------------- |
| Lapetra 18' · Villa 33' |       | Cardona 71'       |

## Campió
| Campions de la Copa d'Espanya 1964 |
| ---------------------------------- |
| Reial Saragossa 1r títol           |